# 纳库拉
纳库拉 （阿拉伯语：‎  ）是位於黎巴嫩南部的一个城市。聯合國駐黎巴嫩臨時部隊的总部就位於纳庫拉。1982年以色列入侵黎巴嫩后，纳库拉被劃入以色列安全区。